# روبن كارتر

روبن كارتر

روبن كارتر (بالإنجليزية: Rubin Carter) (6 مايو 1937-20 أبريل 2014) هو ملاكم أمريكي مسلم لعب في 40 نزال فاز في 27 وخسر 12 وانسحب في نزال واحد، فاز بالضربة القاضية 12 مرة.
مثّل دنزيل واشنطن في أحد أفلامه قصة الملاكم في فيلم الإعصار من إنتاج سنة 1999 والتي تحكي قصة دخوله السجن ظلما لأكثر من عشرين عاما.

## روابط خارجية
- روبن كارتر على موقع IMDb (الإنجليزية)
- روبن كارتر على موقع ميوزك برينز (الإنجليزية)
- روبن كارتر على موقع إن إن دي بي (الإنجليزية)
- روبن كارتر على موقع ديسكوغز (الإنجليزية)
- روبن كارتر على موقع قاعدة بيانات الفيلم (الإنجليزية)
- روبن كارتر على موقع بوكس ريك (الإنجليزية) (registration required)